# Láhevník ostnitý
Láhevník ostnitý (Annona muricata), česky též anona ostnitá, anona měkkoostenná nebo láhevník měkkoostenný, je ovocný strom z čeledi láhevníkovité. Plod nebo případně i celá rostlina se lidově nazývá quanabana, gunabana, guanaban, velký či ostnitý corossol, ostnitý cachiman, graviola nebo soursop.

## Synonyma
- Annona bonplandiana
- Annona cearaensis
- Annona graviola
- Annona macrocarpa
- Annona muricata var. borinquensis
- Annona sericea
- Guanabanus muricatus

## Výskyt
Druh pochází pravděpodobně z karibských Antil, Střední Ameriky a severu Jižní Ameriky. V současnosti se vyskytuje také v Asii, Oceánii a Africe.
Roste přirozeně ve výše položených oblastech kolem 1 000 m n. m., nejvíce v Peru a Bolívii.

## Popis
Láhevník ostnitý je malý, vzpřímený, ale zároveň i bohatě rozvětvený stálezelený strom. Dosahuje výšky 3–10 metrů. Vyznačuje se hladkou, tmavě hnědou kůrou, která se u starších stromů může měnit ve vrásčitou. Větve mají sametově plstnatý povrch. Obrůstají 3–7 cm širokými a 8–16 centimetrů dlouhými, lesklými, zelenými listy, které se směrem ke špičce zužují.
Strom kvete na jaře po dobu až 6 týdnů. Tmavě hnědé nebo purpurové třílaločné květy vyrůstají po dvou nebo ve větším počtu.
Plod je 20–30 cm dlouhý a připomíná protáhlou šišku. Může vážit až 0,5 kg. Povrch plodu je pokryt měkkými ostny. Nejprve má zelenou barvu, která se po dozrání mění ve žlutozelenou a následně hnědou. Dužina plodu je mírně nakyslá a má krémovou konzistenci. Její chuť připomíná kombinaci jahod s banánem. Semena, která se v dužině nacházejí, jsou jedovatá a před konzumací je nutné je odstranit.

## Význam
Rostlina byla v Jižní Americe známa již v předkolumbovském období. Domorodci ji užívali jako lék, protože jednotlivé části stromu se údajně vyznačují různými léčivými vlastnostmi. Nejširšího využití se dostalo kůře a listům, z obojího místní obyvatelé připravovali odvary.
Láhevník se zároveň pěstuje kvůli chutným a výživným plodům, označovaným jako gunabana. Ovoce se obvykle konzumuje syrové. Může se použít i jako surovina pro výrobu různých sladkých pokrmů: zmrzliny, marmelády, sladkého pečiva nebo ovocných šťáv a koktejlů. Patří ale mezi hodně citlivé plody, které není možné příliš dlouho uchovávat. Při jejich dopravě je třeba zvýšené opatrnosti, protože se velmi snadno otlačí a následně se rychle kazí.

## Biologické působení

### Toxicita
Annonacin, který je obsažen v semenech, je známý neurotoxin, který může vyvolávat degenerativní onemocnění mozku odpovídající Parkinsonově chorobě. Akutní toxicita nebyla prokázána.

### Terapeutické využití

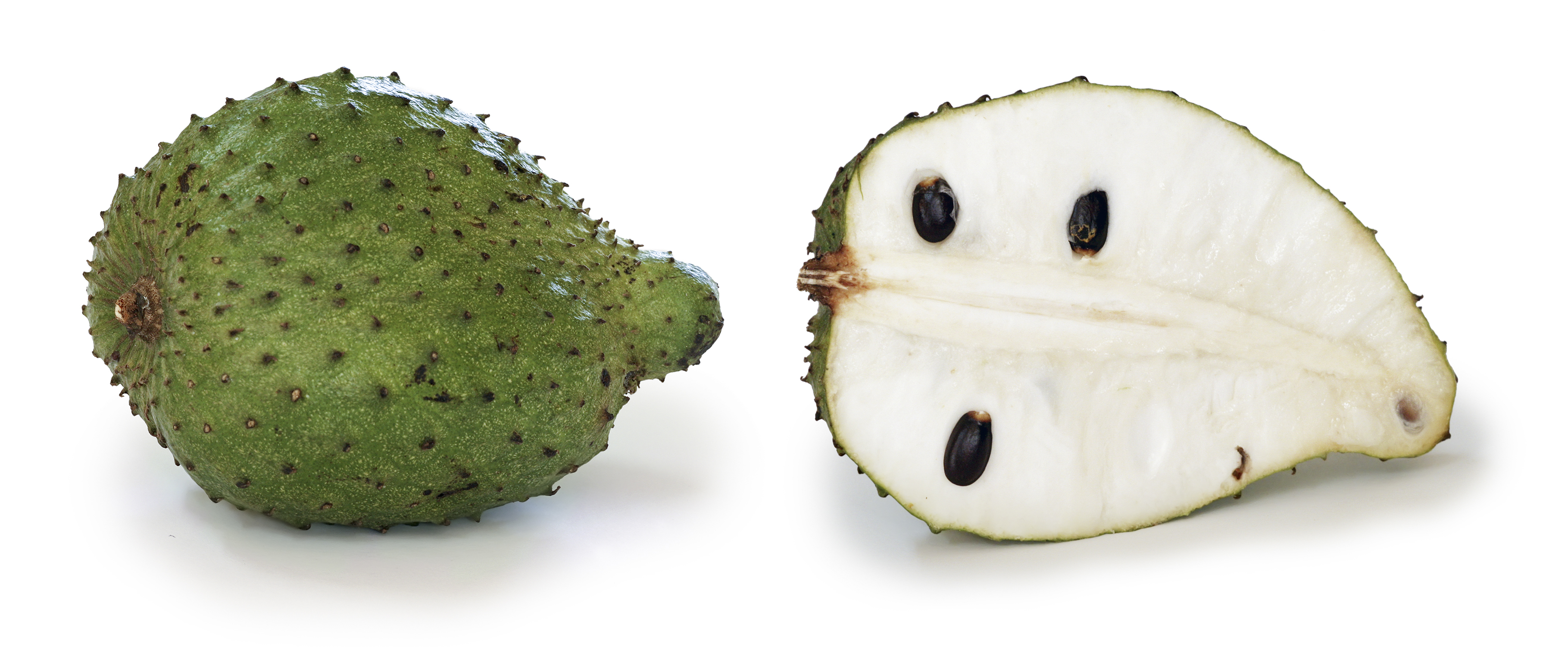
Plod anony ostnité

V rámci pokusů na zdravých zvířatech byl Isholou a kol. nastíněn možný analgetický a protizánětlivý efekt.
Při experimentu in vitro v rámci tzv. farmaceutického screeningu byly prokázány i další možné účinky. Problém je, že účinnost in vitro nemusí být, a ve farmaceutickém screeningu je to spíše pravidlem, doprovázena účinností in vivo extraktu, přečištěné látky nebo syntetizované látky. Jedná se například o následující zjištění:
- Ferreire a kol. prokázali in vitro toxicitu extraktu z A. muricata na parazita ovcí Haemonchus contortus.[6]
- Vila-Nova a kol. ukázali, že jednotlivé druhy leishmanií se liší citlivostí na látky anonacion a korosolon izolované z A. muricata.[7]
- Moghadamtousi a kol. ukázali, že extrakt A. muricata aplikovaný na tkáňovou kulturu vybraných buněčných negativně ovlivňuje buněčný cyklus, a tedy některá z látek by mohla být vhodná k dalšímu výzkumu pro případné využití zejména v onkologii.[8][9]

### Použití v tradiční medicíně
Listy a semena se dlouho používaly jako prostředky proti (mj.) parazitům, vysokému krevnímu tlaku a rakovině. Semena jsou podávána jako emetika. Semena i odvary z listů se používají proti vším a květy se používají jako antispazmodikum, pektorálium a ke zmírnění kataru. Listy se používají jako sudoriferum, antispazmodikum, emetikum a jako prostředek k vyvolání spánku, lokálně slouží k hojení ran. Z listů, kořene a kůry se připravuje čaj užívaný pro uklidnění a proti kašli, chřipce a astmatu. V Amazonii se používá ke stabilizaci krevního cukru při cukrovce.  V Karibiku se věří, že položení listů rostliny na postel pod spící osobu s horečkou do následujícího rána horečku odstraní. Odvary z listů se používají jako obklady proti zánětům a nateklým nohám. Zralý plod má mít antiskorbutické a antiparazitární účinky. Dužina se používá jako obklad proti roztočům z čeledi Trombiculidae. Nezralý usušený plod se používá proti průjmu. Existuje mnoho dalších použití rostliny.